# Anniston Inn Kitchen
El Anniston Inn Kitchen es un centro de eventos ubicado en Anniston, Alabama, Estados Unidos. La construcción es la única parte que queda del Old Anniston Inn.

## Historia
La posada fue construida en 1885 como un hotel de lujo para la colonia industrial de Anniston. La mayor parte de la posada se quemó el 2 de enero de 1923, dejando solo la parte que contenía la cocina, el comedor de los niños y las habitaciones de los sirvientes.
El edificio fue incluido en el Registro Nacional de Lugares Históricos en 1973.

## Descripción
El anexo de la cocina coincide con el estilo Reina Ana de la posada original. El edificio tiene dos pisos y medio de altura, con buhardillas que sobresalen del ático de medio piso. Una parte de la veranda original se encuentra a lo largo de la parte sureste del exterior. El extremo oeste está ocupado por el comedor principal con techos de 5 metros (17 pies) y vigas y correas expuestas.